# 萩野村 (山形県)
萩野村（はぎのむら）は山形県最上郡にあった村。現在の新庄市の北半にあたる。

## 地理
- 山：杢蔵山、八森山、火打岳、小又山、天狗森、神室山、台山、不動山
- 河川：土内川

## 歴史
- 1889年（明治22年）4月1日 - 町村制の施行により、泉田村、萩野村の区域をもって発足。
- 1947年（昭和22年）
  - 8月1日 - 同日から降り続いた集中豪雨により村内の河川が氾濫[1]。
  - 8月16日 - 昭和天皇の戦後巡幸。昭和天皇が村内の開墾地を視察[2]。昼食には開墾地で収穫されたトウモロコシやカボチャが供された[3]。
- 1955年（昭和30年）4月1日 - 新庄市に編入。同日萩野村廃止。

## 交通

### 鉄道路線
- 日本国有鉄道
  - 奥羽本線
    - 泉田駅

### 道路
- 国道13号